# 딘 노리스
딘 조지프 노리스(Dean Joseph Norris, 1963년 4월 8일 ~ )는 미국의 배우이다. 스티븐 킹의 동명 소설을 원작으로 한 드라마 언더 더 돔 시리즈 39개의 에피소드에 2013년부터 2015년까지 출연하였다. 언더 더 돔은 CBS에서 방영되었다. 드라마 브레이킹 배드에서 주인공 월터 화이트(브라이언 크랜스턴 분)의 동서이자 마약단속국(DEA) 요원 역을 맡아 열연하기도 했다.

## 출연 작품
- 언더 더 돔 (드라마) - 빅 짐 레니 역
- 리썰 웨폰 2 - 딘 카바노 역
- 스타쉽 트루퍼스 - 지휘관 역
- 더 셀 - 콜 역
- 브레이킹 배드 - 행크 슈레이더 역
- 베이루트: 리미티드 아워 - 도널드 게인스 역
- 더 허슬 - 하워드 베이컨 역
- 스케어리 스토리: 어둠의 속삭임 - 로이 니콜스 역